# 英格兰足球超级联赛
英格蘭足球超級聯賽，通稱「英超」，是英格蘭足球最高等級的賽事類別亦是世上最頂級的足球聯賽，由英格蘭足球總會於1992年2月20日確立，首個球季於1992–93年正式面世。作為英格蘭足球聯賽系統的組成部分，英超的每支球隊均需與同級別的全部其它球隊進行主客場制對賽。威爾斯球隊在英格蘭足球聯賽系統參賽，亦有資格成為英超球隊，但不能再以威爾斯國家地區身份參與歐洲賽事。
雖然英超是1992創立，但英格蘭早在1888年就已經成立世界上最早的足球聯賽，100多年來已有24隊奪得頂級聯賽的冠軍(包含1992年以前的英甲時代與英超)，詳細可參考英格蘭足球聯賽與英格蘭足球冠軍的頁面。
英超共有20支參賽球隊，運作模式為一所以20間球會共同擁有的有限公司。賽季於每年8月至次年5月進行，每隊共有38場比賽，20支球隊相互對賽兩次，其中主、客場各一次。每個賽季，英超共有380場比賽。大部份英超的比賽於週末下午開賽，亦有一部份在週中的傍晚舉行。
英超是全世界最多人觀看的體育聯賽。在全球各地，212個地區有電視轉播英超賽事，潛在觀眾約有47億人。2014–15球季，英超球會的球場平均入場人數超過3.6萬人，僅次於德國甲組足球聯賽的4.35萬人。 歐洲足協於2018年1月初發表一份126頁的歐洲各大球會統計報告，記錄不同聯賽與及球會的數據。而於2016/2017賽季最多人入場聯賽的統計中，英超以累積超過1300萬人次入場成為第一。
自1992年成立以來，共有7隊曾奪得聯賽冠軍，分別是曼聯（13 次）、曼城（8 次）、車路士（5 次）、阿仙奴（3 次）、利物浦（2 次）以及布力般流浪和李斯特城（各 1 次）。

## 概況

### 總經濟收入
以下的元指以英鎊或美元兌換的港元：
德勤發佈《年度足球財務報告》顯示，英超20支球隊在2015/16賽季的收入達到36.4億鎊，達到19.27億鎊﹙約196億港元﹚，佔報告總收入的53%。

#### 香港地區
香港樂視（已倒閉）用4億美元（共31.2億港元）購買2016–2019三季英超播放權，折合每年10億港元，超過泰國7.5億港元，香港成為全亞洲收看英超最貴的地區，亦是全球第三貴的地區（僅次於美國及北歐三國地區）。又假設全香港英超球迷在電視安裝英超，每年都要承擔400港元轉播費。《每日郵報》估計英超在2016-2019的英國（海外）收入為32億鎊，較英超在1992年創立時爆升150倍，升幅比香港、中國內地樓價更高。
now TV 未有披露2019至2022年新轉播合約金額。

#### 英國本土
2016至2019年轉播費大幅提升。英超2013至16賽季的轉播合約，三季的轉播收益達51.7億鎊（英國為30.18億鎊），2016至19的三季轉播收益為創紀錄的超過80億鎊（英國為51.36億鎊）。升幅有 70.1%。
英國亞馬遜由2019年起的3個賽季，每年可以網上直播20場英超比賽，是英超首次授權英國網上直播。這次協議中直播10場周中比賽外，還選另外10場長周末比賽來直播。傳統上當地較少會直播周末賽事以鼓勵球迷入場。雙方沒有公開金額。
2019年8月的新電視轉播合約，英國 BT Sport 將支付9.75億英鎊（102.6億港元）播放未來3年共52場賽事，天空電視則支付37.5億英鎊（394.6億港元）播放未來3年共128場賽事。

### 轉播獎金收入和「降落傘」
2017–2018球季，亞軍曼聯收入高達1.49億英鎊，比冠軍曼城1.47億鎊更高。另一方面，在英冠升上英超亦是經濟收入差異可觀。2016/17年賽季英超包尾的新特蘭獲得9800萬英鎊電視轉播費及獎金。
英超在球隊降班後，為了不讓他們硬著陸後崩盤，並幫助他們早日重返英超，會提供一定期限的補助（人稱降落傘條款）舊制度是4季固定金額，但自2016/17年賽季起減少到3季，而金額也是浮動式，同時若升級後僅待1季就落回英冠則只有2季。
不過鉅額補貼只是輔助，降級球隊們的命運終究還是由他們決定。紐卡索聯2度落回英冠，但他們都是只待1季就帶著英冠冠軍強勢回歸；阿斯頓維拉在2015/16年賽季被降級，不過靠著分3季得到8700萬鎊，及時趕在降落傘到期前重回英超；但也有耗盡降落傘以後才打回英超的；甚至像是桑德蘭那樣連續2年遭降級的慘例。
雖然降落傘補貼比英超少很多，不過對任何一支英冠球隊收入而言已經是鉅額。英超的巨大經濟效益可以讓升級隊伍們一舉成為富貴球隊，但也令加劇前英超球會、原英冠和從英甲升班的球會鴻溝（如：薪酬競價、廉宜入場券等）。
近10年來，除了般尼茅夫，其他升班球隊大多都是近年參與過英超或有富豪資金支持。

### 直播收入
在電視直播收益方面，根據英國《每日郵報》報導，2017-2018球季亞軍曼聯，預計將收取來自《天空體育》及《英國電訊》的電視直播收益高達1.49億英鎊（約15億港元），比冠軍曼城的1.47億鎊高。根據英國國內的直播合約條款，直播收益分成視乎球隊比賽轉播次數與及聯賽排名高低而定，今季曼聯乃其中一支比賽轉播次數最多的球隊達28次，比25次轉播曼城多。而其餘四支英超四大豪門球隊，都得到1.4億鎊的直播收益分成，其中阿仙奴與曼聯在轉播次數相同的球隊，直播收益分成阿仙奴以1.41億力壓車路士排第五。

### 過往冠名贊助商
巴克莱银行曾於2006年與超级联赛簽署價值6,580萬英鎊的贊助合約，為期3年至2010年。2012年7月12日英超賽會宣佈2013/14賽季至2015/16年賽季繼續由巴克莱银行冠名贊助英超，贊助合約以每賽季4,000萬英鎊，總值1.2億英鎊。2016–17年以後以「Premier League」（超級聯賽）為名稱，同時進行品牌改造，重新設計英超標誌、字體及風格等。

### 奪魁隊伍
第一輪英超比賽於1992年8月15日舉行，錫菲聯的當日對曼聯的比賽在上半場5分鐘的入球，成為英超第一球。英格兰超级联赛现有 20 支球队，成立至今以曼聯战绩最佳。截至2024至2025年赛季，英超有7隊曾經奪得冠軍：曼聯13次、曼城8次、車路士5次、阿仙奴3次、利物浦2次、布力般流浪、李斯特城各1次。
過往英超的歐冠席位幾乎都由「英超四大豪門」（曼聯、車路士、阿仙奴、利物浦）壟斷，不過近年隨著曼城和熱刺將豪門擴張成BIG 6，加上不少有實力的中游球隊崛起，情勢起了明顯變化，4大豪門都曾因此失去歐冠甚至是歐洲賽的參賽資格。

### 與其他歐洲的聯賽之明顯特色和分別

#### 聖誕新年快車
英超是歐洲主要聯賽中唯一沒有冬歇期的足球聯賽，而且在聖誕節和新年的時候比賽更加頻密，被稱為聖誕新年快車。此舉也引起不少行内人士和球迷討論球員體能應付的問題，亦是大部分球評家認爲此乃英格蘭多年來在國際賽（世界盃及歐洲國家盃）表現令人失望的原因之一。

#### 群雄割據
英超並不像其他歐洲地區的頂級足球聯賽那般，由一至兩隊球隊壟斷冠軍，如西甲由巴塞隆納及皇馬兩隊包辦過半錦標（然而近期馬德里競技也追逐了上來），意甲尤文圖斯和德甲拜仁慕尼黑更先後締造9連霸及11連霸的驚人紀錄。近年有能力爭取英超冠軍增加到了5～6隊，2015–16年球季英超冠軍更是由長期處於積分榜中下游，上季才升級至英超聯賽的萊斯特城奪得。
此外，在歐冠方面，由於萊斯特城的神話，以及熱刺和曼城崛起，英超四大豪門（利物浦、車路士、曼聯、阿仙奴）都發生過未能取得席位的狀況。相比由少數隊伍長期壟斷的其它聯賽，英超顯得更變化多端、更刺激。

### 英超創始成員
截至2024年至2025年英格蘭足球超級聯賽，22支英超創始成員有6隊從未被降級，分別是阿仙奴、車路士、愛華頓、利物浦、曼聯和熱刺。

### 英國脫歐對英超所帶來的風險、機遇
英國脫歐公投對英超所帶來的風險、機遇，在新冠肺炎爆發期間，難以準確評估。但英超的冠絕全球的高額收入，高可賞性及極為穩固的歷史基礎，英超未來發展審慎樂觀。

### 球證水準
英超球證的水準經常遭球迷詬病。比如明顯越位/犯規的入球判有效，以及部分球隊獲球證明顯優待或針對。即使之後引入VAR，情況未見改善。所以在2018年世界盃中沒有一位英格蘭球證在執法名單中。

### 引入影像輔助裁判
英格蘭足球總會於2018年11月15日宣佈，在2019-2020年賽季起引入影像輔助裁判（VAR），為歐洲五大聯賽中最遲引入VAR的聯賽。雖然英超已經引入VAR，但仍不時出現漏判及誤判的情況，比如明顯的越位入球VAR判入球有效。

### 歐洲超級聯賽成立的衝擊
2021年4月19日，英超「六大豪門」（曼聯、阿仙奴、利物浦、車路士、曼城、熱刺）聯同其他歐洲豪門宣布成立歐洲超級聯賽，以圖取代歐洲聯賽冠軍盃。歐洲足協隨即發表聲明反對，並禁止歐超聯球隊參與歐洲賽事及代表國家隊參加盃賽賽事。同日，英超聯亦發聲明或禁止「Big 6」球隊再參加英超賽事，並聯同其餘14隊英超球隊商討對策。由於「Big 6」球隊是英超聯主要收入來源，勢必大大打擊英超的收入。

## 賽制
2024–25賽季參賽隊數：20 隊（由1995–96賽季開始參賽球隊由 22 隊減至 20 隊）
賽制：雙循環制，分主場及作客比賽，每支球隊共進行 38 場賽事，勝得 3 分，和得 1 分，負得 0 分；以積分多寡釐定名次，若同分則以得失球來區分排名，如仍相同就以得球計算。如此仍相同，而同分球隊的排名會影響冠軍／降班／參加歐洲比賽席位，就會於中立場舉行一場附加賽決定排名。

### 冠軍與升降級機制
完成所有賽事後積分與排名最高的隊伍即該屆聯賽冠軍，並依序排定歐戰席次，而總排名最低的3隊球隊會被直接降級至英冠。
同時，英冠頭2名直接升上下一賽季的英超，第3至6名則以附加賽決定最後一個升級名額。一般認為升級附加賽為代價甚高的附加賽，因為英超及英冠天文數字級的金錢收入、榮耀差異，可用「魚躍龙門」，升價十倍來形容。
由2008–09賽季起，比賽球隊的後補名單名增加至7名，比以往多2名。

### 紅黃牌規則
根據目前的紅黃牌規則，只要該球員在一季内每纍積5張黃牌便需要停賽一場。與國際足協的賽例一樣，只要該球員一場球賽内拿到紅牌（分爲「直紅」或「兩黃一紅」），其需要立即離開球場範圍並需要在之後的比賽中停賽。不同的是，「兩黃一紅」只需要停賽一場，而「直紅」則最少停賽三場（战术犯规则可减少至一场），如果犯規嚴重，英格蘭足球總會更可以加重該球員的停賽場次。紅牌同樣適用於場外的職球員（如領隊、教練團及替補球員）。如被判紅牌與在場被驅逐的球員無異，需要立即離開球場範圍。
不過如果該球員認爲被球證錯判紅牌的話，可以連同領隊向英格蘭足球總會提出上訴。如上訴得直，英格蘭足球總會可以刪除該球員的紅牌記錄，但有些情況停賽的懲罰會維持不變。同樣地，如果該球員在比賽中犯下嚴重的犯規而當值球證沒有給與紅牌的話，英格蘭足球總會可以透過影片回放來決定。如犯規嚴重，英格蘭足球總會同樣可以對該犯規球員追加停賽懲罰，而且與拿到紅牌的球員一樣以停賽三場作爲起點。

### 歐洲賽事名額
以下為參加歐洲賽事名額分配：
參加歐洲聯賽冠軍盃隊數：4隊（聯賽頭4名隊伍，或頭5名球隊（如透過歐洲足協系數排名取得額外席位））
參加歐洲聯賽隊數：2隊（聯賽排名第5或第6名、英格蘭足總盃冠軍獲得參賽資格）
參加歐洲協會聯賽隊數：1隊（英格蘭聯賽盃冠軍獲得參賽資格）
- 歐洲冠軍聯賽
  - 聯賽第一至四名，直接進入聯賽階段；如英超賽會於歐洲足協系數位列首兩名，聯賽第五名亦會取得直接進入聯賽階段的席位。
  - 若上一屆歐洲冠軍聯賽冠軍球隊或歐洲聯賽冠軍球隊其中一隊是英格蘭球隊，而該隊在聯賽排名在第五名或之後，歐洲冠軍聯賽冠軍或歐洲聯賽冠軍直接進入聯賽階段，英格蘭聯賽盃冠軍失去參加歐洲協會聯賽資格。
  - 若上一屆歐洲冠軍聯賽冠軍球隊和歐洲聯賽冠軍球隊兩隊都是英格蘭球隊，而該兩隊在聯賽排名都在第五名或之後，歐洲冠軍聯賽冠軍及歐洲聯賽冠軍直接進入聯賽階段，聯賽第四名則参加欧洲联赛階段，聯賽第五名失去參加欧洲联赛資格，英格蘭聯賽盃冠軍失去參加歐洲協會聯賽資格。

- 歐洲聯賽
  - 聯賽第五名參加聯賽階段；
  - 英格蘭足總盃冠軍參加聯賽階段；
    - 若英格蘭足總盃冠軍球隊同時取得聯賽第一至五名，則由聯賽中排名最高而沒有歐洲賽資格球隊補上。

- 歐洲協會聯賽
  - 英格蘭聯賽盃冠軍，直接進入聯賽階段。
    - 若英格蘭聯賽盃冠軍球隊同時取得聯賽第一至五名或英格蘭足總盃冠軍，則由聯賽中排名最高且沒有歐洲賽資格球隊補上。

## 參賽球隊
2025–26賽季共有20支隊伍參加，其中升班球隊為2024–25賽季英冠聯賽冠軍列斯聯、亞軍般尼和升班附加賽冠軍新特蘭。(英超自1992年歷屆之參賽球隊，可參考英格蘭超級聯賽參賽球隊列表)
| 球隊        | 2024–25赛季成绩                 | 首次晉身 頂級聯賽 | 位列頂級 聯賽年數 | 位列英超 聯賽年數 | 上一次升級 | 英超冠军数 （英格兰顶级 联赛冠军数） | 上一次奪冠 | 所在城市           |
| ----------- | ------------------------------- | ----------------- | ----------------- | ----------------- | ---------- | ------------------------------------ | ---------- | ------------------ |
| a, b        | 第2位                           | 1903–04           | 109               | 34                | 1919–20    | 3（13）次                            | 2003–04    | 伦敦（霍洛韦）     |
| a           | 第6位                           | 1888–89           | 111               | 31                | 2019–20    | 0（7）次                             | 1980–81    | 伯明翰             |
| 伯恩茅斯    | 第9位                           | 2015–16           | 9                 | 9                 | 2022–23    | 0（0）次                             | 不適用     | 波恩茅斯           |
| 賓福特b     | 第10位                          | 1935–36           | 10                | 5                 | 2021–22    | 0（0）次                             | 不適用     | 伦敦（）           |
| b           | 第8位                           | 1979–80           | 13                | 9                 | 2017–18    | 0（0）次                             | 不適用     | 布赖顿和霍夫       |
| 般尼        | 英冠，第2位                     | 1888–89           | 61                | 10                | 2025–26    | 0（2）次                             | 1959–60    | 般尼               |
| 車路士a, b  | 第4位                           | 1907–08           | 90                | 34                | 1989–90    | 5（6）次                             | 2016–17    | 伦敦（富勒姆）     |
| 水晶宫a     | 第12位                          | 1969–70           | 25                | 17                | 2013–14    | 0（0）次                             | 不適用     | 伦敦（克羅伊登區） |
| a, b        | 第13位                          | 1888–89           | 122               | 34                | 1954–55    | 0（9）次                             | 1986–87    | 利物浦             |
| 富勒姆      | 第11位                          | 1972–73           | 31                | 13                | 2022–23    | 0（0）次                             | 不適用     | 伦敦（富勒姆）     |
| 列斯聯      | 英冠，第1位                     | 1924–25           | 54                | 16                | 2025–26    | 0（3）次                             | 1991–92    | 列斯               |
| 利物浦a, b  | 第1位                           | 1894–95           | 110               | 34                | 1962–63    | 2（20）次                            | 2024-25    | 利物浦             |
| 曼城a       | 第3位                           | 1899–1900         | 97                | 30                | 2002–03    | 8（10）次                            | 2023–24    | 曼彻斯特           |
| 曼聯a, b    | 第15位                          | 1892–93           | 100               | 34                | 1975–76    | 13（20）次                           | 2012–13    | 特拉福德           |
| 紐卡素a     | 第5位                           | 1898–99           | 92                | 29                | 2017–18    | 0（4）次                             | 1926–27    |                    |
| 諾定咸森林a | 第7位                           | 1889–90           | 63                | 9                 | 2022–23    | 0（1）次                             | 1977–78    | 诺丁汉             |
| 新特蘭      | 英冠，第４位 （升班附加賽冠軍） | 1890–91           | 86                | 17                | 2025–26    | 0（6）次                             | 1935-36    | 新特蘭             |
| a, b        | 第17位                          | 1909–10           | 90                | 34                | 1978–79    | 0（2）次                             | 1960–61    | 伦敦（）           |
|             | 第14位                          | 1923–24           | 67                | 30                | 2012–13    | 0（0）次                             | 不適用     | 伦敦（史特拉福）   |
| 狼隊        | 第16位                          | 1932–33           | 52                | 12                | 2018–19    | 0（3）次                             | 1958–59    | 伍爾弗漢普頓       |

a = 英超創立時比賽球隊 
b = 未曾在英超降班的球隊
| 伯恩茅斯阿士東維拉愛華頓 · 利物浦白禮頓曼城 · 曼聯紐卡素諾定咸森林狼隊倫敦倫敦球隊： · 阿仙奴 · 賓福特 · 車路士 · 水晶宫 · 熱刺 · 韋斯咸 · 富咸 · class=notpageimage\| 2024–25年英超聯賽球隊參賽地圖 | 阿仙奴賓福特車路士水晶宫富咸熱刺韋斯咸class=notpageimage\| 大倫敦地區英超球隊 |

## 歷屆冠軍
| 球季    | 冠軍       | 總教練   | 奪冠 次數 | 冠軍隊伍聯賽成績 | 冠軍隊伍聯賽成績 | 冠軍隊伍聯賽成績 | 冠軍隊伍聯賽成績 | 冠軍隊伍聯賽成績 | 冠軍隊伍聯賽成績 | 冠軍隊伍聯賽成績 | 冠軍隊伍聯賽成績 | 備注                                                                                             |
| 球季    | 冠軍       | 總教練   | 奪冠 次數 | 場數             | 勝               | 和               | 負               | 入球             | 失球             | 球差             | 積分             | 備注                                                                                             |
| ------- | ---------- | -------- | --------- | ---------------- | ---------------- | ---------------- | ---------------- | ---------------- | ---------------- | ---------------- | ---------------- | ------------------------------------------------------------------------------------------------ |
| 1992–93 | 曼聯       | 佛格森   | 1（8）    | 42               | 24               | 12               | 6                | 67               | 31               | +36              | 84               |                                                                                                  |
| 1993–94 | 曼聯       | 佛格森   | 2（9）    | 42               | 27               | 11               | 4                | 80               | 38               | +42              | 92               | 同季奪得足总杯冠軍                                                                               |
| 1994–95 | 布力般流浪 | 蘇格蘭   | 1（3）    | 42               | 27               | 8                | 7                | 80               | 39               | +41              | 89               |                                                                                                  |
| 1995–96 | 曼聯       | 佛格森   | 3（10）   | 38               | 25               | 7                | 6                | 73               | 35               | +38              | 82               | 同季奪得足总杯冠軍                                                                               |
| 1996–97 | 曼聯       | 佛格森   | 4（11）   | 38               | 21               | 12               | 5                | 76               | 44               | +32              | 75               |                                                                                                  |
| 1997–98 | 阿仙奴     | 溫格     | 1（11）   | 38               | 23               | 9                | 6                | 68               | 33               | +35              | 78               | 同季奪得足总杯冠軍                                                                               |
| 1998–99 | 曼聯       | 佛格森   | 5（12）   | 38               | 22               | 13               | 3                | 80               | 37               | +43              | 79               | 英格蘭首支「歐洲三冠王」 同季奪得足总杯及歐冠冠軍                                                |
| 1999–00 | 曼聯       | 佛格森   | 6（13）   | 38               | 28               | 7                | 3                | 97               | 45               | +52              | 91               |                                                                                                  |
| 2000–01 | 曼聯       | 佛格森   | 7（14）   | 38               | 24               | 8                | 6                | 79               | 31               | +48              | 80               |                                                                                                  |
| 2001–02 | 阿仙奴     | 雲加     | 2（12）   | 38               | 26               | 9                | 3                | 79               | 36               | +43              | 87               | 同季奪得足总杯冠軍                                                                               |
| 2002–03 | 曼聯       | 佛格森   | 8（15）   | 38               | 25               | 8                | 5                | 74               | 34               | +40              | 83               |                                                                                                  |
| 2003–04 | 阿仙奴     | 雲加     | 3（13）   | 38               | 26               | 12               | 0                | 73               | 26               | +47              | 90               | 英格蘭頂級聯賽史上首支全季不敗戰績奪冠球隊                                                       |
| 2004–05 | 車路士     | 穆里尼奧 | 1（2）    | 38               | 29               | 8                | 1                | 72               | 15               | +57              | 95               | 最少失球記錄 同季奪得聯賽盃冠軍                                                                  |
| 2005–06 | 車路士     | 摩連奴   | 2（3）    | 38               | 29               | 4                | 5                | 72               | 22               | +50              | 91               |                                                                                                  |
| 2006–07 | 曼聯       | 佛格森   | 9（16）   | 38               | 28               | 5                | 5                | 83               | 27               | +56              | 89               |                                                                                                  |
| 2007–08 | 曼聯       | 佛格森   | 10（17）  | 38               | 27               | 6                | 5                | 80               | 22               | +58              | 87               | 同季奪得歐冠冠軍                                                                                 |
| 2008–09 | 曼聯       | 佛格森   | 11（18）  | 38               | 28               | 6                | 4                | 68               | 24               | +44              | 90               | 同季奪得世俱盃及聯賽盃冠軍                                                                       |
| 2009–10 | 車路士     | 安切洛蒂 | 3（4）    | 38               | 27               | 5                | 6                | 103              | 32               | +71              | 86               | 同季奪得足总杯冠軍                                                                               |
| 2010–11 | 曼聯       | 佛格森   | 12（19）  | 38               | 23               | 11               | 4                | 78               | 37               | +41              | 80               |                                                                                                  |
| 2011–12 | 曼城       | 曼奇尼   | 1（3）    | 38               | 28               | 5                | 5                | 93               | 29               | +64              | 89               | 首次以淨勝球決定冠軍歸屬                                                                         |
| 2012–13 | 曼聯       | 佛格森   | 13（20）  | 38               | 28               | 5                | 5                | 86               | 43               | +43              | 89               |                                                                                                  |
| 2013–14 | 曼城       | 柏歷堅尼 | 2（4）    | 38               | 27               | 5                | 6                | 102              | 37               | +65              | 86               | 同季奪得聯賽盃冠軍                                                                               |
| 2014–15 | 車路士     | 摩連奴   | 4（5）    | 38               | 26               | 9                | 3                | 73               | 32               | +41              | 87               | 同季奪得聯賽盃冠軍                                                                               |
| 2015–16 | 李斯特城   | 雲尼亞里 | 1（1）    | 38               | 23               | 12               | 3                | 68               | 36               | +32              | 81               | 隊史首個英格蘭頂級聯賽冠軍                                                                       |
| 2016–17 | 車路士     | 孔蒂     | 5（6）    | 38               | 30               | 3                | 5                | 85               | 33               | +52              | 93               |                                                                                                  |
| 2017–18 | 曼城       | 哥迪奧拿 | 3（5）    | 38               | 32               | 4                | 2                | 106              | 27               | +79              | 100              | 英超首支積分達100分球隊 最高積分紀錄 最多勝場紀錄 最多進球紀錄 最多淨勝球紀錄 同季奪得聯賽盃冠軍 |
| 2018–19 | 曼城       | 哥迪奧拿 | 4（6）    | 38               | 32               | 2                | 4                | 95               | 23               | +72              | 98               | 英格蘭首支「國內四冠王」 同季奪得足总盃及聯賽盃冠軍 追平最多勝場紀錄                             |
| 2019–20 | 利物浦     | 高普     | 1（19）   | 38               | 32               | 3                | 3                | 85               | 33               | +52              | 99               | 提前七輪封王，英超最快紀錄 追平最多勝場紀錄 同季奪得世冠盃及歐超盃冠軍 國際三冠王                |
| 2020–21 | 曼城       | 哥迪奧拿 | 5（7）    | 38               | 27               | 5                | 6                | 83               | 32               | +51              | 86               | 同季奪得聯賽盃冠軍                                                                               |
| 2021–22 | 曼城       | 哥迪奧拿 | 6（8）    | 38               | 29               | 6                | 3                | 99               | 26               | +73              | 93               |                                                                                                  |
| 2022–23 | 曼城       | 哥迪奧拿 | 7（9）    | 38               | 28               | 5                | 5                | 94               | 33               | +61              | 89               | 同季奪得足總盃與歐冠冠軍 英格蘭第二支歐洲三冠王                                                  |
| 2023–24 | 曼城       | 哥迪奧拿 | 8（10）   | 38               | 28               | 7                | 3                | 96               | 34               | +62              | 91               | 英格蘭頂級聯賽史上首支四連冠的球隊 同季奪得世冠盃及歐超盃冠軍 國際三冠王                         |
| 2024–25 | 利物浦     | 史洛     | 2（20）   | 38               | 25               | 9                | 4                | 86               | 41               | +45              | 84               | 英超第四位教練上任第一年即奪冠                                                                   |
| 2025–26 |            |          |           | 38               |                  |                  |                  |                  |                  |                  |                  |                                                                                                  |

### 奪冠次數與最佳排名
| 球會       | 參賽次數 | 奪冠次數 | 奪冠賽季 |
| ---------- | -------- | -------- | --- |
| 曼聯       | 34       | 13       | 1992/1993, 1993/1994, 1995/1996, 1996/1997, 1998/1999, 1999/2000, 2000/2001, 2002/2003, 2006/2007, 2007/2008, 2008/2009, 2010/2011, 2012/2013 |
| 曼城       | 29       | 8        | 2011/2012, 2013/2014, 2017/2018, 2018/2019, 2020/2021, 2021/2022, 2022/2023, 2023/2024                                                        |
| 車路士     | 34       | 5        | 2004/2005, 2005/2006, 2009/2010, 2014/2015, 2016/2017                                                                                         |
| 阿仙奴     | 34       | 3        | 1997/1998, 2001/2002, 2003/2004 |
| 利物浦     | 34       | 2        | 2019/2020, 2024/2025 |
| 布力般流浪 | 18       | 1        | 1994/1995 |
| 李斯特城   | 18       | 1        | 2015/2016 |

| 球隊           | 參賽次數 | 最佳成績 | 參考                          |
| -------------- | -------- | -------- | ----------------------------- |
| 熱刺           | 34       | 第2名    | 2016/2017                     |
| 紐卡素         | 31       | 第2名    | 1995/1996 1996/1997           |
| 阿士東維拉     | 31       | 第2名    | 1992/1993                     |
| 諾維奇城       | 10       | 第3名    | 1992/1993                     |
| 列斯聯         | 16       | 第3名    | 1999/2000                     |
| 諾定咸森林     | 9        | 第3名    | 1994/1995                     |
| 愛華頓         | 34       | 第4名    | 2004/2005                     |
| 女王公園巡遊者 | 6        | 第5名    | 1992/1993                     |
| 韋斯咸         | 30       | 第5名    | 1998/1999                     |
| 伊普斯維奇     | 6        | 第5名    | 2000/2001                     |
| 溫布頓         | 8        | 第6名    | 1993/1994                     |
| 保頓           | 13       | 第6名    | 2004/2005                     |
| 南安普頓       | 26       | 第6名    | 2015/2016                     |
| 白禮頓         | 9        | 第6名    | 2022/2023                     |
| 錫周三         | 8        | 第7名    | 1992/1993                     |
| 新特蘭         | 17       | 第7名    | 1999/2000 2000/2001           |
| 查爾頓競技     | 8        | 第7名    | 2003/2004                     |
| 米德斯堡       | 15       | 第7名    | 2004/2005                     |
| 富咸           | 19       | 第7名    | 2008/2009                     |
| 般尼           | 10       | 第7名    | 2017/2018                     |
| 狼隊           | 12       | 第7名    | 2018/2019                     |
| 德比郡         | 7        | 第8名    | 1998/1999                     |
| 雷丁           | 3        | 第8名    | 2006/2007                     |
| 樸茨茅夫       | 7        | 第8名    | 2007/2008                     |
| 西布朗         | 13       | 第8名    | 2012/2013                     |
| 斯旺西         | 7        | 第8名    | 2014/2015                     |
| 伯明翰         | 7        | 第9名    | 2009/2010                     |
| 斯托克城       | 10       | 第9名    | 2013/2014 2014/2015 2015/2016 |
| 錫菲聯         | 6        | 第9名    | 2019/2020                     |
| 賓福特         | 5        | 第9名    | 2022/2023                     |
| 般尼茅夫       | 9        | 第9名    | 2023/2024                     |
| 維根競技       | 8        | 第10名   | 2005/2006                     |
| 水晶宫         | 17       | 第10名   | 2014/2015 2023/2024           |
| 考文垂         | 9        | 第11名   | 1993/1994 1997/1998           |
| 沃特福德       | 8        | 第11名   | 2018/2019                     |
| 赫爾城         | 5        | 第16名   | 2013/2014                     |
| 哈德斯菲爾德   | 2        | 第16名   | 2017/2018                     |
| 巴拉福特       | 2        | 第17名   | 1999/2000                     |
| 卡迪夫城       | 2        | 第18名   | 2018/2019                     |
| 魯頓           | 1        | 第18名   | 2023/2024                     |
| 奧德漢         | 2        | 第19名   | 1992/1993                     |
| 巴恩斯利       | 1        | 第19名   | 1997/1998                     |
| 黑池           | 1        | 第19名   | 2010/2011                     |
| 史雲頓         | 1        | 第22名   | 1993/1994                     |

### 歷史上的改制建議

#### 英超海外賽
根據這項「英超海外賽」計劃，計劃從 2010–11賽季開始，每賽季會有 10 場比賽移師到海外舉行。這項計劃提議將目前 38 輪次的英超擴充到 39 輪。多出來的輪次中，將會有 10 場比賽於1月左右在5個國外城市進行，而海外賽也將會計算在聯賽積分內。計劃公布後，英國國內反應不一。歐洲足協主席柏天尼則強烈反對這個計畫，認為計劃非常奇怪。而也有人擔心多出來的賽程可能不公平，例如車路士遇上曼聯，而阿仙奴遇上的話，阿仙奴取勝的機會比車路士大，也同時減低了對方奪冠的機會。美國足球協會聲称賽事在獲得國際足協批准後方可在美國本土舉行，亞洲足球協會則強烈反對该計划。而前國際足協會長（Sepp Blatter）明言反對，同時该計劃將影響英格蘭申辦2018年世界盃。2月21日英格蘭足球總會駁回第39輪英超比賽的申請。3月14日國際足協行政委員會一致反對第39輪英超比賽的建議。6月5日英超球會主席夏季會議由於包括曼聯及利物浦的三支球隊激烈反對第39輪英超比賽，無法達成協議後延遲決定第39輪英超比賽。
2014年10月，英超再有「英超海外賽計畫」想法，根據這項計划，每賽季的10場英超比賽有望移師到包括中國在內的其他國家舉行。但隨著英超各種強化推廣聯賽的措施，包含英超亞洲盃、英超夏季系列賽等短期錦標賽事，英超海外賽之計畫已經漸漸不再需要實現。

#### 歐冠附加賽
2010年英超建議設立附加賽，由聯賽第 4 至 7 位的 4 支球隊競逐歐冠第四席的參賽權，意圖打破「英超四大豪門」壟斷歐冠參賽席位的情況，雖然英超球會領隊意見分歧，「四大球會」隨即提出反對，時任阿仙奴總教練雲加認為經歷38場聯賽球隊所處的位置就是其應有的位置；時任利物浦總教練賓尼迪斯表示現時賽程繁重，更笑稱附加賽要打到世紀末。於3月4日舉行英超董事會，由於不獲得20間英超球會最少14票的支持，建議宣告終止。

## 经济状况
英超联赛各俱乐部的总资本在 2006–07 赛季结束时估计为 22 亿英镑，但负债总额则高达 24 亿 6,900 万英镑，不过其中有约9亿的负债是各俱乐部的股东的债权和投资，即不负担利息的软性贷款。联赛前三名球队切尔西、曼联和阿森纳在负债榜上也分列前三位，高达 6 亿 2,000 万、6 亿零 500 万和 2 亿 6,800 万。其中切尔西主席一个人的投资就达 5 亿 7,500 万英镑，为英超历史上所有单项投入之最，不过也使得俱乐部可以在连年大规模亏损的情况下运营，而曼联、阿森纳因为贷款每年支付的利息就高达 6,200 万与 2,000 万英镑。
英超联赛每年的收入（23亿欧元）虽然在世界各国足球联赛中遥遥领先，但是其运营利润（1 亿 4,100 万欧元）却不如收入第二的德国足球甲级联赛（2亿5000万欧元）。原因主要是英超的工资开销逐年上涨，2006/07赛季占到了收入的63%，而相反德甲却成功将这一比例控制在45%。
英超聯賽於亞洲是最受歡迎的聯賽之一，電視轉播權往往以天價售出。以香港英超轉播權為例，電訊盈科旗下Now寬頻電視以天價兩億美元（約十五億五千萬港元）投得 2007–2010 年賽季播映權， 而有線寬頻旗下有線電視就以約十億港元投得 2010–2013 年賽季播映權。 2012年，電訊盈科旗下Now寬頻電視公佈與英格蘭超級聯賽達成協議，以2億美元投得2013/14年度球季起三個英超球季的香港獨家播放權。
曼联在 2006–07 赛季创下了 6,600 万英镑的运营利润，打破了自己之前保持的 5,200 万（2003–04赛季），为英超之最，几乎占据了整个联赛净运营利润的六成。而切尔西同年度的运营亏损则达到 7,600 万英镑。
另英超球隊亦會購入非英籍球員，而且只要該球員來自歐盟成員國就無需申請工作證，而非歐盟成員國則需要申請工作證。但自2016年6月24日的2016年英國脫離歐盟公投完成，意味著英國將脫離歐盟。換言之目前效力英超的非英籍的球員及領隊均需要申請工作證，再加上申請工作證的門檻甚高，英足總亦在公投結果出後不久發表聲明指擔憂此舉會更難吸引頂級球員加盟英超，而且更有機會令英超收入大減。（而英足總及其他英超領隊均偏向支持留歐）

### 冠名贊助
英超聯賽自1993年至2016年獲得冠名贊助：
- 1993–2001年：「嘉寧啤酒」（Carling）稱為「足總嘉寧超級聯賽」（FA Carling Premiership）
- 2001–2004年：「巴克萊信用卡」（Barclaycard）稱為「巴克萊信用卡超級聯賽」（Barclaycard Premiership）
- 2004–2007年：「巴克莱银行」（Barclays）稱為「巴克萊超級聯賽」（Barclays Premiership）
- 2007–2016年：「巴克莱银行」（Barclays）稱為「巴克萊超級聯賽」（Barclays Premier League）（中文名稱沒有改變） [31]
- 2016年– ：沒有冠名贊助，純粹稱為「超級聯賽」（Premier League） ，英格蘭以外地區大多加上 English 稱作 English Premier League（英格蘭超級足球聯賽）以茲識別。

## 赛事转播
在英国和爱尔兰，英超联赛的转播权由天空体育、TNT体育（TNT Sports）和亚马逊视频三家瓜分，每赛季转播380场赛事中的200场（天空体育128场、TNT体育52场、亚马逊20场）。另外，除天空体育外，BBC也拥有赛事集锦的播映权，赛季中每周六晚间由BBC One播出《今日比赛》节目。
出于对球场上座率的保护，英足总规定，英国境内的电视台和网络媒体不能实时转播当地时间周六14:45-17:15进行的足球比赛（包括英国本土联赛和海外联赛），因此英国观众无法通过本地电视和互联网平台收看所有英超赛事的直播（其中包括了2021年C罗回归曼聯之后的首场比赛）。这导致一些英国球迷会在这一时段选择通过国外电视台或网络平台收看英超联赛；球迷私下观看国外平台转播的英超赛事并不违法，但如果在公开场合面向公众播映则有可能遭致罚款。但在COVID-19大流行期间，由于球场不对观众开放，因此这一条款在2020/21赛季英超期间得以暂停执行。
海外方面，英超赛事的信号制作由美国IMG旗下的“英超制作”进行，并提供给全球212个国家和地区的转播商。除赛事直播信号外，IMG也制作了众多英超相关电视节目，如《Review》（英超精华）、《World》（英超世界）等。以下为2021-22赛季起部分地区的持权转播商：
中国大陆及澳门方面，2016年，苏宁体育买下2019-22年英超赛事全媒体版权，并在旗下PP体育平台播放，同时将赛事分销给央视（仅限部分免费场次）、中国移动咪咕视频及上海广播电视台魅力足球频道（部分付费场次）。但双方因转播费用分歧于2020年9月3日终止合约。有媒体分析认为，由于版权费用被严重抬高（先前新英体育以约10亿元人民币获得了六年的英超版权，而苏宁购买三年英超版权就需要投入约49.67亿元人民币），可能令中国内地转播商望而却步、不愿高价“接盘”。最终也导致了中国内地球迷无法通过正版途径观看2020-21赛季英超首轮比赛。2020年9月17日，英超与腾讯体育达成合作，腾讯体育以1000万美元的低价拿下2020-21赛季英超版权。
北京时间2021年7月21日，爱奇艺体育宣布拿下英超在中国大陆和澳门未来四个赛季的独家新媒体版权，英超版权重归新英手中。另外，中国移动旗下的咪咕稍后也获得了英超的版权。2022-23赛季起，央视也再次获得播映权。2025-26赛季，英超在中国大陆的独家版权归属咪咕视频，咪咕方面另外转授权央视每轮直播两场比赛。
在PP体育之前，英超在中国大陆的版权方分别为ESPN（1990年代-2007年）、天盛（2007年-2010年）和新英体育（2010年-2019年），除天盛采取自有平台（欧洲足球频道）独播的方式外，其余转播方均会把赛事分销给其它机构。
香港方面，历史上拥有英超转播权的还有过ESPN（1993年-1996年、2001年-2004年）、有线电视（1996年-1999年、2010年-2013年）、乐视体育香港（2016年-2018年）等机构。
音频直播方面，英超与英国体育电台talkSPORT合作，面向全球以英语、西班牙语和汉语普通话播出赛事；BBC Radio 5 Live也有直播。

## 賽事用球
在英超成立的首季，主場球隊負責提供賽事用的皮球，通常為主隊球衣製造商同一品牌的皮球。1993年英超與邁塔（Mitre）達成協議，供應整項賽事用的皮球，直到2000年才轉由耐克（Nike）取代其席位。
- 1992年：主場球隊提供
- 1993–1995年：Mitre Pro Max
- 1995–2000年：Mitre Ultimax
- 2000–2002年：Nike Geo Merlin
- 2002–2004年：Nike Geo Merlin Vapor
- 2004–2006年：Nike Total 90 Aerow（冬季採用黃色的Hi-Vis）
- 2006–2008年：Nike Total 90 Aerow II
- 2008–2009年：Nike Total 90 Omni
- 2009–2010年：Nike Total 90 Ascente
- 2010–2011年：Nike Total 90 Tracer
- 2011–2012年：Nike Seitiro
- 2012–2013年：Nike Maxim [38]
- 2013–2014年：Nike Incyte
- 2014–2015年：Nike Ordem 2
- 2015–2016年：Nike Ordem 3
- 2016–2017年：Nike Ordem 4
- 2017–2018年：Nike Ordem V
- 2018–2020年：Nike Merlin
- 2020–2024年：Nike Flight

## 球員統計

### 英超總上陣次數
| 排名                                                                            | 球員        | 出場次數 |
| ------------------------------------------------------------------------------- | ----------- | -------- |
| 1                                                                               | 加雷斯·巴里 | 653      |
| 2                                                                               | 英格兰      | 640      |
| 3                                                                               | 威尔士      | 632      |
| 4                                                                               | 英格兰      | 609      |
| 5                                                                               | 英格兰      | 572      |
| 6                                                                               | 威尔士      | 535      |
| 7                                                                               | 英格兰      | 516      |
| 8                                                                               | 澳大利亚    | 514      |
| 9                                                                               | 英格兰      | 508      |
| 10                                                                              | 英格兰      | 505      |
| 最後更新：2025年4月22日 斜體 顯示者仍於其他聯賽比賽。 粗體 顯示者仍於英超比賽。 |             |          |

### 英超總射手榜

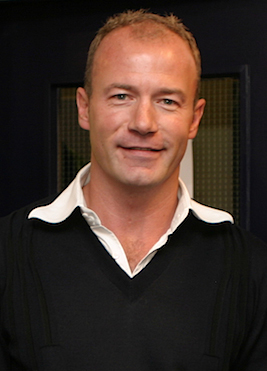
希勒是英超歷史上入球最多的球員

最後更新：2024年4月22日
| 排名 | 球員           | 賽季                                    | 入球 | 出場次數 | 場均入球率 | 俱樂部                                                                       |
| ---- | -------------- | --------------------------------------- | ---- | -------- | ---------- | ---------------------------------------------------------------------------- |
| 1    | 英格兰         | 1992–2006                               | 260  | 441      | 0.59       | (112/138) 紐卡素 (148/303)                                                   |
| 2    | 英格兰         | 2012-2023                               | 213  | 317      | 0.67       | (213/317) 諾里奇城 (0/3)                                                     |
| 3    | 英格兰         | 2002–2018                               | 208  | 494      | 0.42       | (25/98) 曼聯 (183/393)                                                       |
| 4    | 英格兰         | 1992–2008                               | 187  | 414      | 0.45       | 紐卡素 (43/58) 曼聯 (93/195) (27/83) 富勒姆 (12/31) 曼城 (9/22) (3/18) (0/7) |
| 5    | 阿根廷         | 2011–2021                               | 184  | 275      | 0.67       | 曼城                                                                         |
| 5    | 穆罕默德·沙拿  | 2014–2016 2017–                         | 184  | 292      | 0.63       | 車路士 (2/13) 利物浦 (182/279)                                               |
| 7    | 英格兰         | 1995–2015                               | 177  | 609      | 0.29       | (24/148) 車路士 (147/429) 曼城 (6/32)                                        |
| 8    | 法國           | 1999–2007 2012                          | 175  | 258      | 0.68       |                                                                              |
| 9    | 英格兰         | 1993–2009                               | 163  | 379      | 0.43       | 利物浦 (128/266) (14/30) 曼城 (21/80) (0/3)                                  |
| 10   | 英格兰         | 2001–2003 2004–2014 2015–2019           | 162  | 496      | 0.33       | (18/74) (91/276) (15/31) (34/87) 伯恩茅斯 (4/28)                             |
| 11   | 英格兰         | 1996–2004 2005–2013                     | 150  | 326      | 0.46       | 利物浦 (118/216) 紐卡素 (26/71) 曼聯 (5/31) (1/8)                            |
| 12   | 英格兰         | 1992–2005                               | 149  | 351      | 0.42       | (60/110) 紐卡素 (41/68) (33/118) (2/14) 萊斯特城 (12/29) (1/12)              |
| 13   | 英格兰         | 1992–2007                               | 146  | 418      | 0.35       | 諾定咸森林 (1/3) (97/236) 曼聯 (31/104) (9/32) (8/43)                        |
| 14   | 荷兰           | 2004–2015                               | 144  | 280      | 0.51       | (96/194) 曼聯 (48/86)                                                        |
| 15   | 占美·華迪      | 2014–2023 2024-                         | 143  | 333      | 0.43       | 萊斯特城                                                                     |
| 16   | 荷兰           | 1997–1999 2000–2007                     | 127  | 288      | 0.44       | (34/69) 車路士 (69/136) 米德斯堡 (22/58) (2/25)                              |
| 16   | 孫興慜         | 2015–                                   | 127  | 328      | 0.39       |                                                                              |
| 18   | 爱尔兰         | 1999–2000 2001–2010 2010–2011 2012      | 126  | 349      | 0.36       | (12/31) (13/46) (91/238) 利物浦 (5/19) (2/9) (3/6)                           |
| 19   | 法國           | 1997–1999 2001–2005 2006–2012 2013–2014 | 125  | 364      | 0.34       | (23/65) 利物浦 (4/20) 曼城 (37/89) (21/53) 車路士 (38/125) (2/12)            |
| 20   | 千里達及托巴哥 | 1992–2005 2006–2009                     | 123  | 375      | 0.33       | (60/179) 曼聯 (48/96) (12/60) (2/13) (1/27)                                  |
| 20   | 英格兰         | 2012–                                   | 123  | 391      | 0.31       | 利物浦 (18/95) 曼城 (91/225) 車路士 (14/59) (0/12)                           |

斜體 顯示者仍於其他聯賽比賽，粗體 顯示者仍於英超比賽。

## 獎項

### 英超冠軍獎盃
現在的英超冠軍獎盃由皇家珠寶商愛絲普蕾負責鑄造，重4英石（25千克），高43厘米及深25厘米，主體為合金銀，表面電鍍純銀，底座由孔雀石造成，表面蓋有銀環，刻有冠軍球會的名單，孔雀石的綠色代表球場的草坪。獎盃設計取材自英格蘭足球傳統的「三獅」紋章，其上有金冠，兩隻獅子分據獎盃手柄上方，第三隻獅子即球季結束高舉獎盃的冠軍球隊隊長。手柄上繫的彩帶印上英超名稱則按照冠名贊助的名稱。
2004年特別打造一隻全金版本的獎盃頒予了率领的，以表揚其全赛季不敗奪冠的功績。

### 每月及年度獎項
除冠軍獎盃及冠軍隊成員的冠軍獎牌外，英超在賽季每月頒發每月最佳教练、每月最佳球員、每月最佳进球三個獎項；而每年球季亦會頒發赛季最佳教练、金手套奖、金靴奖、赛季最佳球员、赛季最佳进球、赛季最佳组织者、赛季最佳年轻球员七个奖项。

### 英格兰超级联赛10年（1992–2002）獎項
2002年是英格蘭超級聯賽十周年，為了對這十年裡對英超貢獻良多的球員及球隊，特別設立英格蘭超級聯賽10年獎項。所有獎項均由公眾投票及一組專業足球評論員所選出。
| 獎 項                                             |                                                                              |
| ------------------------------------------------- | ---------------------------------------------------------------------------- |
| 英超十年最佳球員                                  | 席勒                                                                         |
| 英超十年最佳外援                                  | （法國）                                                                     |
| 英超十年最佳本土球員                              | 席勒                                                                         |
| 英超十年最佳比賽                                  | 1996年4月3日 利物浦 4-3                                                      |
| 英超十年最佳                                      | 爵士                                                                         |
| 英超傑出貢獻球員                                  | 席勒                                                                         |
| 保持清白之身數最多門將                            |                                                                              |
| 英超第一萬球                                      | 2001年12月15日 4-0 的第一球                                                  |
| 英超十年最佳進球                                  | 1996年8月17日 溫布頓 0-3 曼聯 貝克漢                                         |
| 英超十年最佳撲救                                  | 1997年12月21日紐卡索 0-1 曼聯                                                      |
| 英超十年金句                                      | "I would love it if we beat them. Love it!" 「我喜欢能够打败对手。我喜欢！」 |
| 英超社區貢獻獎                                    |                                                                              |
| 英超上陣次數最多球員                              |                                                                              |
| 英超十年最佳評述員                                |                                                                              |
| 比賽場數最多領隊                                  | 爵士                                                                         |
| 英超十年最佳射手                                  | 席勒                                                                         |
| 英超10年最佳本土球員陣容                          |                                                                              |
| 門將: 後衛:、亚当斯、 中場: 、恩斯、 前鋒: 席勒、 |                                                                              |
| 英超10年最佳外援球員阵容                          |                                                                              |
| 門將： 後衛：、 中場：、 前鋒：亨利、             |                                                                              |
| 英超10年最佳阵容                                  |                                                                              |
| 門將： 後衛：、亚当斯、 中場：、 前鋒：、席勒-    |                                                                              |

### 英格蘭超級聯賽20年獎項
2012年是英超20周年紀念，為慶祝其事，設立英超20年獎項，由公眾投票及一組專業足球評論員所選出。
| 獎 項            |                                                                                        |
| ---------------- | -------------------------------------------------------------------------------------- |
| 英超20年最佳入球 | 2011年2月12日 曼聯 2-1 曼城 韦恩·鲁尼                                                  |
| 英超20年最佳比賽 | 2009年9月20日 曼聯 4-3 曼城                                                            |
| 英超20年最佳撲救 | 2010年12月18日新特蘭 1-0 保頓 ·戈登                                                          |
| 英超20年最佳賽季 | 2011-2012賽季                                                                          |
| 英超20年金句     | "I would love it if we beat them. Love it!" 「我喜欢能够打败对手。我喜欢！」 凯文·基冈 |

## 联赛标志

旧标志 (2007年-2015年)
新标志 (2016年至今)
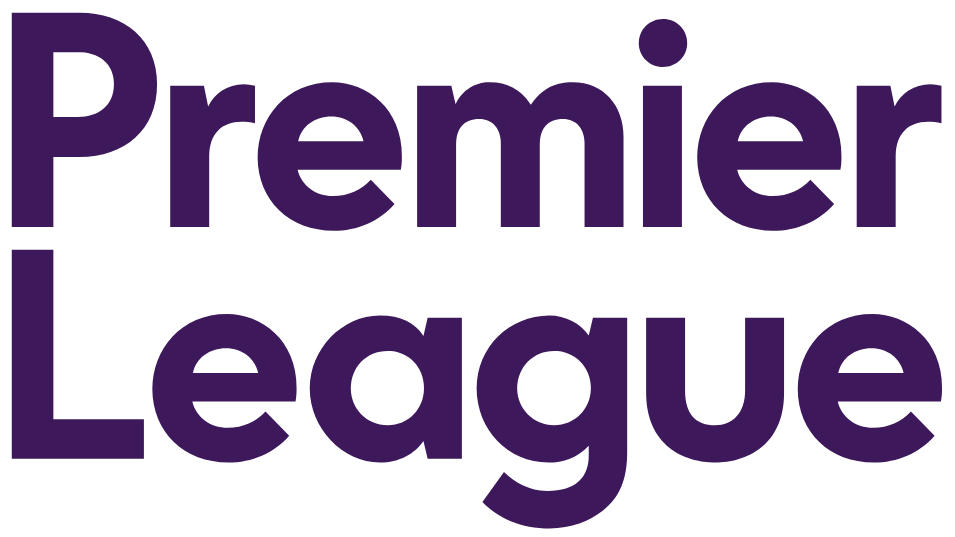
替代标志(2016年至今)

## 外部連結
- 英格蘭超級聯賽官方網站 （页面存档备份，存于）
- 英格蘭足球總會官方網站 （页面存档备份，存于）
- 英格兰足球超级联赛的新浪微博
- 英格蘭超級聯賽積分榜 （页面存档备份，存于）